# قتاد كثيراء
قتاد كثيراء أو أسطراغالس كثيراء (الاسم العلمي Astragalus massiliensis)، نبات معمر ليفي القاعدة من فصيلة البقوليات يعلو من 20 إلى 30 سم
على شكل أدغال كثيفة وشائكة جدًا، مُبيضة اللون, أوراقه من 6 إلى 12 زوجًا من الوريقات الكاملة. الزَّائلة، الوريقة الهامية تُصبح رأسًا شائكًا
جدًّا. الأزهار بيضاء اللون في عناقيد إبطية. الأسدية ثُنائية الضمة. الثمرة قرن. يُستخرج من هذا النبات جوهر فعال يُستعمل ضد الحُميات أخصها
المعاودة والبردية.